# Albret Izabella navarrai királyi hercegnő
Albret Izabella (1513. szeptember/1514 július – 1571. június után/1572), a neve a spanyolban valójában az Erzsébet megfelelője, franciául: Isabeau/Ysabeau d'Albret de Navarre, spanyolul: Isabel de Albret de Navarra, baszkul: Elisabet Albretekoa/Elisabet Nafarroakoa, okcitánul: Isabèla de Labrit, infanta de Navarra, bretonul: Izabel Navarra, latinul: Isabella (Elisabeth) Albretanae/Navarrae, navarrai királyi hercegnő (infánsnő) a születése jogán, a házassága révén Porhoët grófnéja és Rohan algrófnéja. A Nápolynál 1528-ban elesett Albret Károly húga, III. Johanna navarrai királynő nagynénje és IV. Henrik francia király nagynagynénje, valamint (idősebb) Albret Izabella candale-i grófné unokahúga. Egy ideig I. (Szapolyai) János magyar király menyasszonyjelöltje a francia–magyar szövetség eredményeként 1532-ben. Candale-i Anna magyar királyné unokahúga. Az Albret-ház tagja.

## Élete
1513. szeptember és 1514 július között született.
III. (Albret) János navarrai király iure uxoris (a felesége jogán) és I. (Foix) Katalin navarrai királynő suo iure (a saját jogán) legkisebb gyermeke, valamint II. Henrik navarrai király húga. 
Férje és apja másodfokú unokatestvérek voltak.

## Magyar házassági ajánlat
Az 1528-ban megkötött francia–magyar szövetség eredményeként 1532-ben felmerült a házassággal való megpecsételés is, amelynek értelmében I. (Szapolyai) János magyar király feleségül venné I. Ferenc francia király egy nőrokonát, a sógorának, II. (Albret) Henrik navarrai királynak az akkor 18–19 éves húgát, Izabellát. A tervezett frigy azonban ismeretlen okok miatt nem jött végül létre.

## Gyermekei
- Férjétől, I. (Rohan) Renátusztól (René) (1516–1268), León hercegétől Bretagne-ban.[7] Porhoët grófjától, Rohan algrófjától, 5 gyermek: 
  - Henrik (1535–1575), I. Henrik néven Rohan algrófja, felesége Tournemine Franciska (–1585 után), la Hunaudaye (bretonul: Koad Lanveur) úrnője, François de Tournemine (1457–1529), la Guerche-i úrnak, XII. Lajos francia király által II. Ulászló magyar királyhoz a Candale-i Annával kötött házasságkötése alkalmából 1502-ben akkreditált követének a nagyunokahúga,[8] 2 leány[9]
    - Judit (megh. fiatalon)
    - N. (leány) (megh. fiatalon)

  - Franciska (1540 körül–1591), Loudon hercegnője, Medici Katalin francia királyné udvarhölgye, férje Francois Lesfelle, Guebriand ura, szeretőjétől, Savoyai Jakab (1531–1585) nemours-i hercegtől, két fiú
  - János, Frontenay ura, felesége Diane de Barbançon, Cany úrnője, gyermekei nem születtek
  - Lajos, Gie bárója, nem nősült meg, gyermekei nem születtek
  - Renátusz (René) (1550 körül–1586), II. Renátusz néven Rohan algrófja, felesége Catherine de Parthenay (1554–1631), Soubise úrnője, 3 gyermek